# Лейпцизький диспут

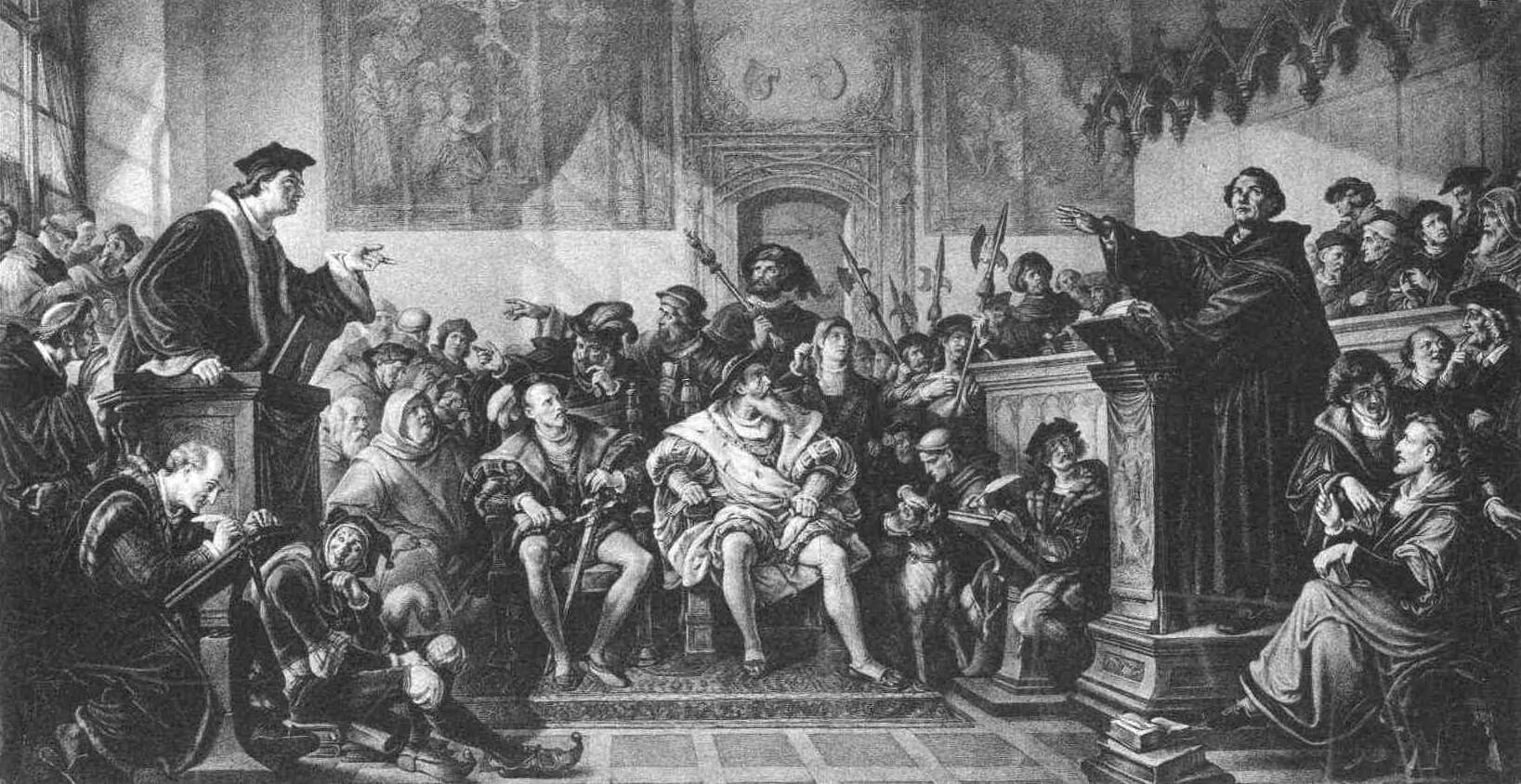
Ілюстрація дебатів 1860-х років.

Лейпцизький диспут (нім. Leipziger Disputation) — богословський диспут, що мав місце в 1519 році між католицьким теологом Йогганом Екком і головними лідерами руху Реформації Мартіном Лютером, Андреасом Боденштайном і Філіппом Меланхтоном.

## Хід подій
Уже в 1518 році між Екком і реформаторами зав'язалася богословська полеміка, яка спочатку виражалася у писемній формі через листи. Для детального прояснення ситуації було запропоновано провести диспут, який врешті був організований при Лейпцизькому університеті з 27 червня по 16 липня 1519 року в фортеці Плейсенбург, що в Лейпцизі. Головними питаннями на порядок денному стосувалися влади Папи й авторитету Церкви в питаннях віровчення, свободі волі людини перед обличчям божественної благодаті та індульгенцій. Модератором зустрічі був Петро Мозелан, який спочатку склав промову перед диспутом, а потім намагався примирити обидві сторони.
Екк палко захищав догматичний авторитет папи й церкви, у той час, як Лютер намагався спростувати усі аргументи «за». Віттенбержець стверджував, що тільки на Писанні (Sola Scriptura) слід намагатися обґрунтувати зверхність папи, і з цієї причини Екк вважав за необхідне опублікувати в тому ж році свою De primatu Petri, апологію папства проти протестантської критики.
На відміну від нього, Лютер заявляв, що ані папа, ані собор не мають вищої влади у питаннях віри. У ході диспуту він пізніше виявив, що не всі теорії Яна Гуса були єретичними. Тепер остаточний розрив між Лютером та Римом було завершено.
15 липня Йоганн Лангіус Лембергіус, ректор Лейпцизького університету, виступив із заключною промовою до диспуту.
Обидві сторони заявили про свою перемогу. З історичної точки зору можна сказати, що саме під час Лейпцизького диспуту було чітко визначено основні відмінності між католицькою та протестантською доктринами та відбувся остаточний розрив між Римом та лютеранами.